# Cambiac
Cambiac est une commune française située dans le nord-est du département de la Haute-Garonne, en région Occitanie. Sur le plan historique et culturel, la commune est dans le Lauragais, l'ancien « Pays de Cocagne », lié à la fois à la culture du pastel et à l’abondance des productions, et de « grenier à blé du Languedoc ».
Exposée à un climat océanique altéré, elle est drainée par la Saune et par divers autres petits cours d'eau.
Cambiac est une commune rurale qui compte 228 habitants en 2022, après avoir connu une forte hausse de la population depuis 1975. Elle fait partie de l'aire d'attraction de Toulouse. Ses habitants sont appelés les Cambiacois ou  Cambiacoises.
Ses habitants sont les Cambiacois et les Cambiacoises.
Le patrimoine architectural de la commune comprend un immeuble protégé au titre des monuments historiques : le château, inscrit en 2001.

## Géographie

### Localisation
La commune de Cambiac se trouve dans le département de la Haute-Garonne, en région Occitanie.
Elle se situe à 31 km à vol d'oiseau de Toulouse, préfecture du département, et à 17 km de Revel, bureau centralisateur du canton de Revel dont dépend la commune depuis 2015 pour les élections départementales.
La commune fait en outre partie du bassin de vie de Caraman.
Les communes les plus proches sont : 
Beauville (2,2 km), Maurens (2,6 km), Ségreville (4,0 km), Toutens (4,0 km), Juzes (4,4 km), Auriac-sur-Vendinelle (4,8 km), Vaux (5,2 km), Saint-Germier (5,2 km).
Sur le plan historique et culturel, Cambiac fait partie du Lauragais, occupant une vaste zone, autour de l’axe central que constitue le canal du Midi, entre les agglomérations de Toulouse au nord-ouest et Carcassonne au sud-est et celles de Castres au nord-est et Pamiers au sud-ouest. C'est l'ancien « Pays de Cocagne », lié à la fois à la culture du pastel et à l’abondance des productions, et de « grenier à blé du Languedoc ».
Cambiac est limitrophe de quatre autres communes.
Les communes limitrophes sont  Auriac-sur-Vendinelle, Beauville, Caraman et Maurens.
| Caraman   |         | Auriac-sur-Vendinelle |
|           | Cambiac |                       |
| Beauville |         | Maurens               |

### Géologie et relief
La superficie de la commune de Toutens est de 774 hectares. Son altitude varie de 195  à   261 mètres.

### Hydrographie

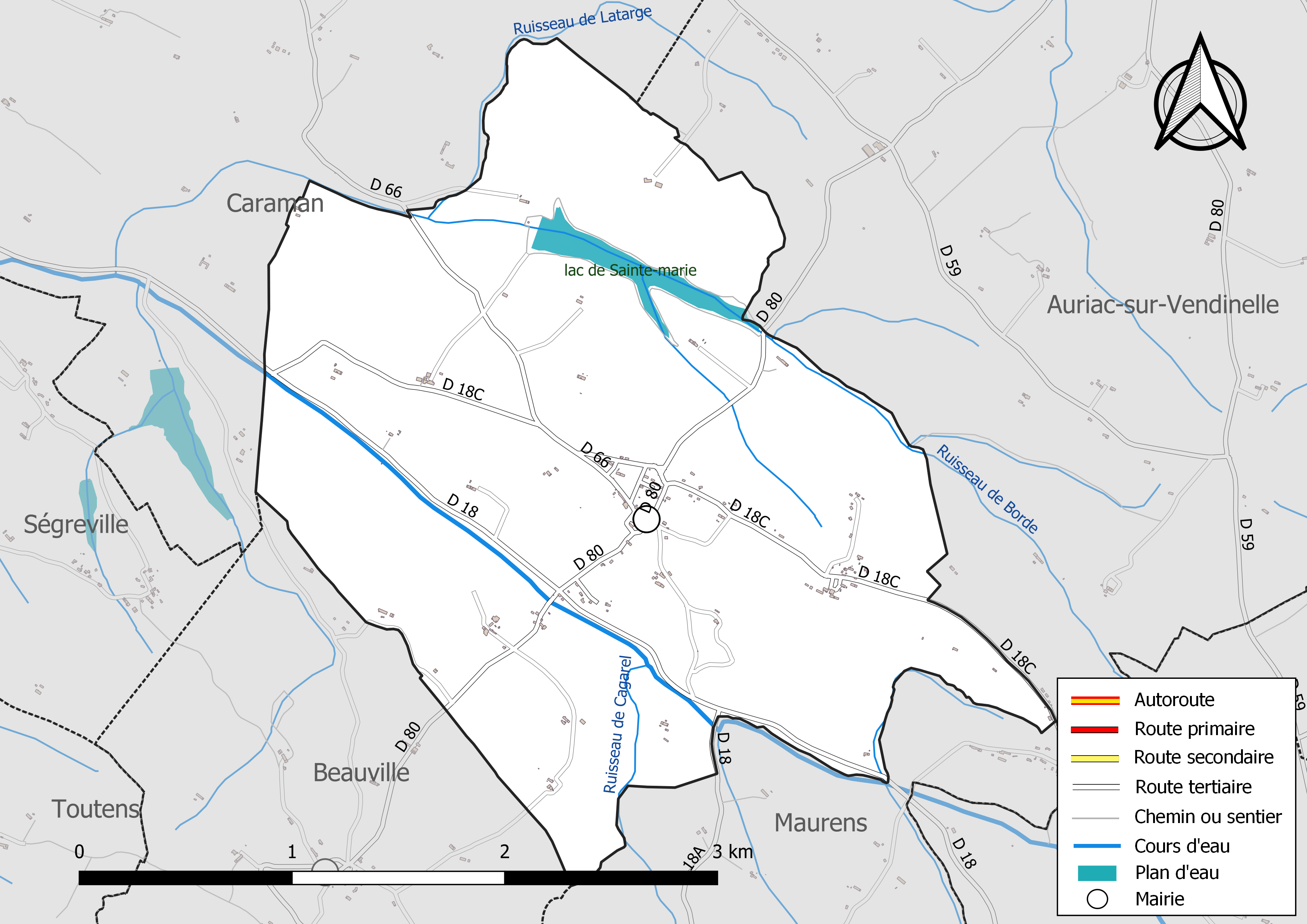
Réseaux hydrographique et routier de Cambiac.

La commune est dans le bassin de la Garonne, au sein du bassin hydrographique Adour-Garonne. Elle est drainée par la Saune, le ruisseau de Borde, le ruisseau de Cagarel, le ruisseau de Latarge et par divers petits cours d'eau, constituant un réseau hydrographique de 8 km de longueur totale,.
La Saune, d'une longueur totale de 31,8 km, prend sa source dans la commune de Vaux et s'écoule vers le sud-est. Elle traverse la commune et se jette dans l'Hers-Mort à Toulouse, après avoir traversé 18 communes.

### Climat
Pour des articles plus généraux, voir Climat de l'Occitanie et Climat de la Haute-Garonne.
En 2010, le climat de la commune est de type climat du Bassin du Sud-Ouest, selon une étude s'appuyant sur une série de données couvrant la période 1971-2000. En 2020, Météo-France publie une typologie des climats de la France métropolitaine dans laquelle la commune est exposée à un climat océanique altéré et est dans la région climatique Aquitaine, Gascogne, caractérisée par une pluviométrie abondante au printemps, modérée en automne, un faible ensoleillement au printemps, un été chaud (19,5 °C), des vents faibles, des brouillards fréquents en automne et en hiver et des orages fréquents en été (15 à 20 jours).
Pour la période 1971-2000, la température annuelle moyenne est de 12,9 °C, avec une amplitude thermique annuelle de 15,8 °C. Le cumul annuel moyen de précipitations est de 792 mm, avec 10,4 jours de précipitations en janvier et 5,3 jours en juillet. Pour la période 1991-2020, la température moyenne annuelle observée sur la station météorologique la plus proche, située sur la commune de Ségreville à 4 km à vol d'oiseau, est de 13,4 °C et le cumul annuel moyen de précipitations est de 747,6 mm,. Pour l'avenir, les paramètres climatiques de la commune estimés pour 2050 selon différents scénarios d’émission de gaz à effet de serre sont consultables sur un site dédié publié par Météo-France en novembre 2022.

### Milieux naturels et biodiversité
Aucun espace naturel présentant un intérêt patrimonial n'est recensé sur la commune dans l'inventaire national du patrimoine naturel,,.

## Urbanisme

### Typologie
Au 1er janvier 2024, Cambiac est catégorisée commune rurale à habitat très dispersé, selon la nouvelle grille communale de densité à sept niveaux définie par l'Insee en 2022.
Elle est située hors unité urbaine. Par ailleurs la commune fait partie de l'aire d'attraction de Toulouse, dont elle est une commune de la couronne,. Cette aire, qui regroupe 527 communes, est catégorisée dans les aires de 700 000 habitants ou plus (hors Paris),.

### Occupation des sols
L'occupation des sols de la commune, telle qu'elle ressort de la base de données européenne d’occupation biophysique des sols Corine Land Cover (CLC), est marquée par l'importance des territoires agricoles (100 % en 2018), une proportion identique à celle de 1990 (100 %). La répartition détaillée en 2018 est la suivante : 
terres arables (82,9 %), zones agricoles hétérogènes (17,1 %). L'évolution de l’occupation des sols de la commune et de ses infrastructures peut être observée sur les différentes représentations cartographiques du territoire : la carte de Cassini (XVIIIe siècle), la carte d'état-major (1820-1866) et les cartes ou photos aériennes de l'IGN pour la période actuelle (1950 à aujourd'hui).

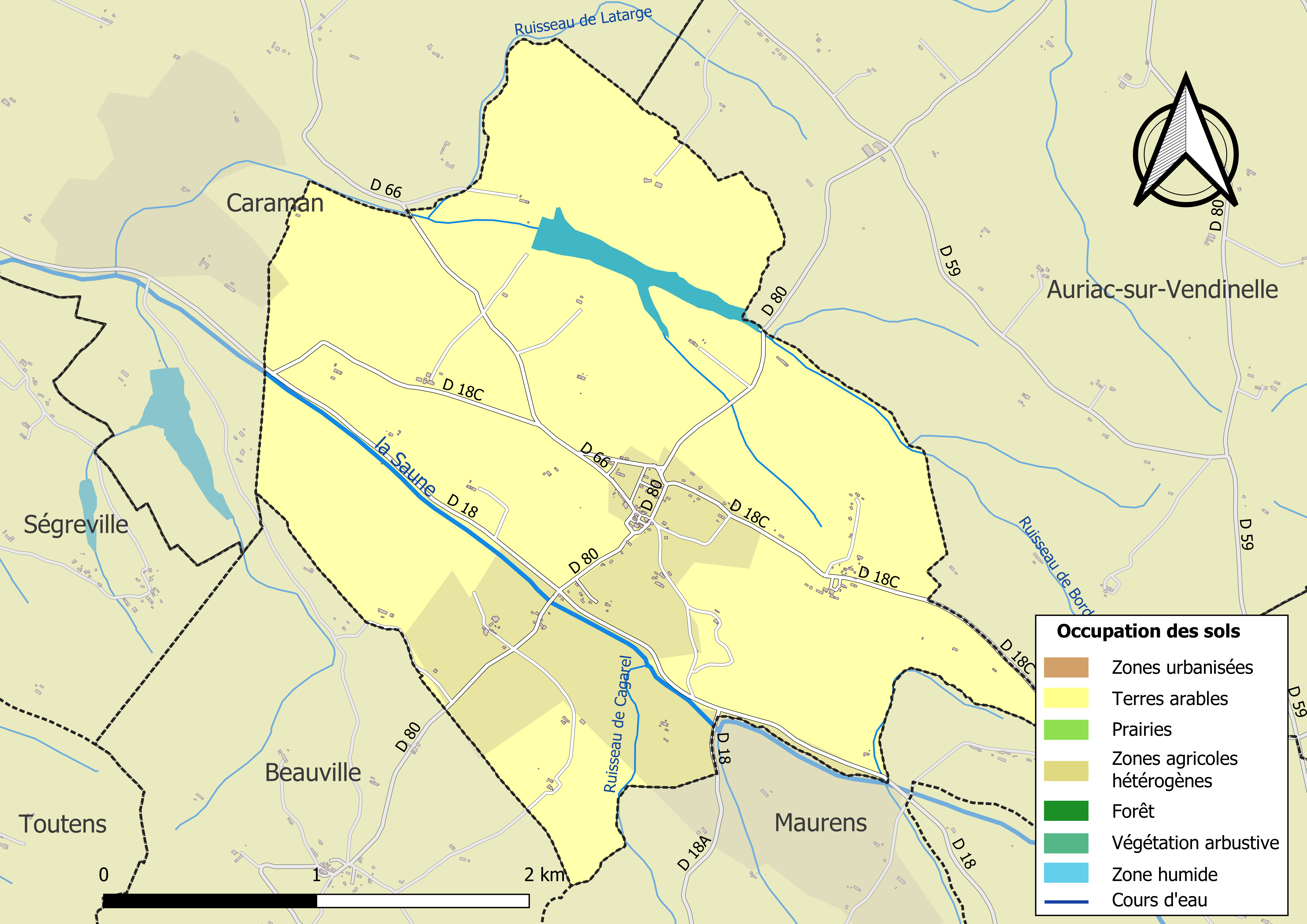
Carte des infrastructures et de l'occupation des sols de la commune en 2018 (CLC).

### Voies de communication et transports
Accès avec les routes départementales D 80, D 18 et D 66.

### Risques majeurs
Le territoire de la commune de Cambiac est vulnérable à différents aléas naturels : météorologiques (tempête, orage, neige, grand froid, canicule ou sécheresse), inondations et séisme (sismicité très faible). Un site publié par le BRGM permet d'évaluer simplement et rapidement les risques d'un bien localisé soit par son adresse soit par le numéro de sa parcelle.
Certaines parties du territoire communal sont susceptibles d’être affectées par le risque d’inondation par débordement de cours d'eau, notamment la Saune. La commune a été reconnue en état de catastrophe naturelle au titre des dommages causés par les inondations et coulées de boue survenues en 1982, 1996, 1999, 2000 et 2009,.

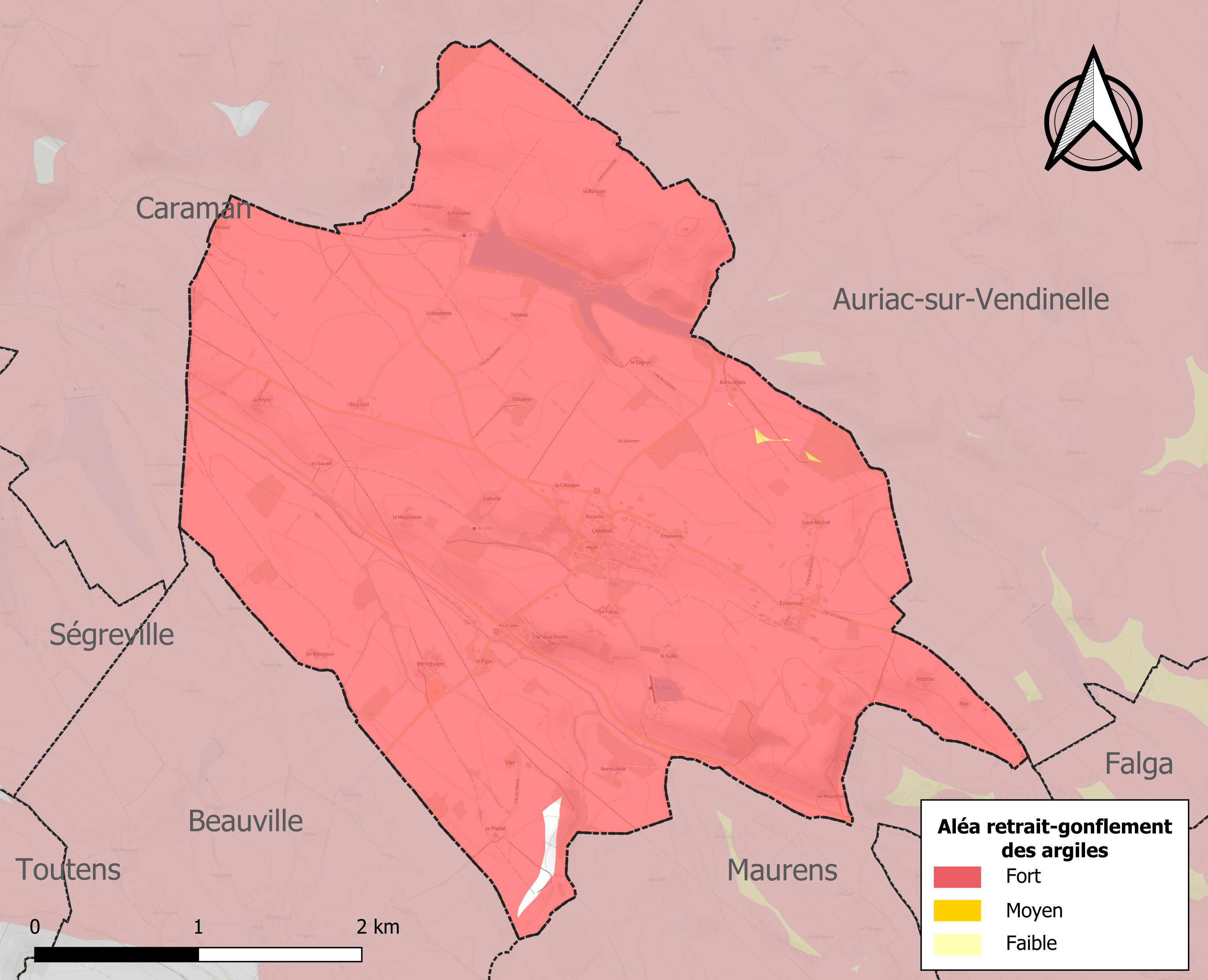
Carte des zones d'aléa retrait-gonflement des sols argileux de Cambiac.

Le retrait-gonflement des sols argileux est susceptible d'engendrer des dommages importants aux bâtiments en cas d’alternance de périodes de sécheresse et de pluie. 99,7 % de la superficie communale est en aléa moyen ou fort (88,8 % au niveau départemental et 48,5 % au niveau national). Sur les 98 bâtiments dénombrés sur la commune en 2019, 98 sont en aléa moyen ou fort, soit 100 %, à comparer aux 98 % au niveau départemental et 54 % au niveau national. Une cartographie de l'exposition du territoire national au retrait gonflement des sols argileux est disponible sur le site du BRGM,.
Par ailleurs, afin de mieux appréhender le risque d’affaissement de terrain, l'inventaire national des cavités souterraines permet de localiser celles situées sur la commune.
Concernant les mouvements de terrains, la commune a été reconnue en état de catastrophe naturelle au titre des dommages causés par la sécheresse en 2002, 2003 et 2011 et par des mouvements de terrain en 1999.

## Toponymie
Nom peut-être issu de l’Occitan « cambe / cambi » relatif au chanvre, matière qui servait à la confection de sacs à grosse toile pour le transport des céréales ou denrées diverses, très utilisés pendant la période de l’exploitation intense du pastel et des céréales (moulins pasteliers et bladiers à Cambiac).

## Politique et administration

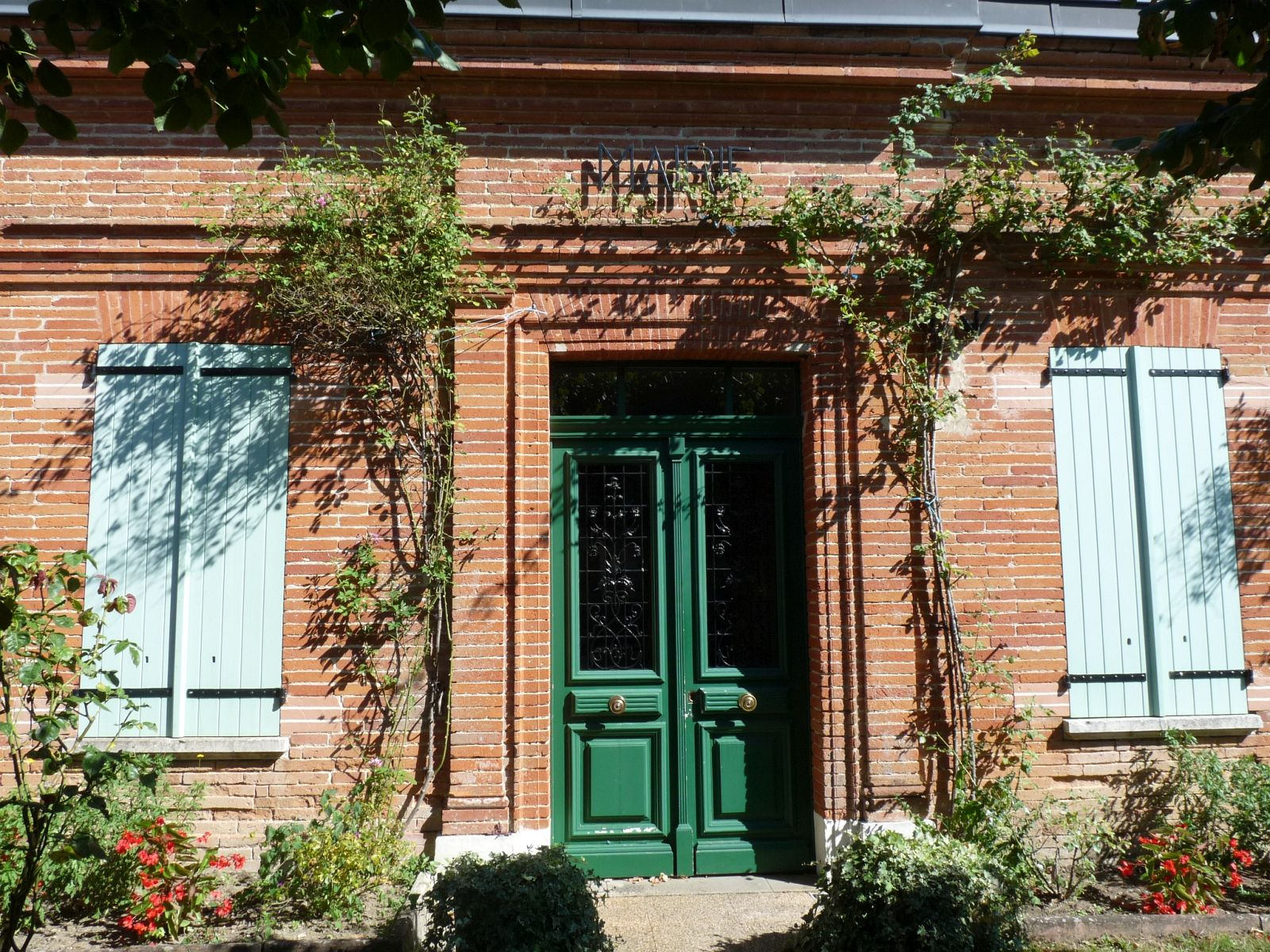
La mairie

### Administration municipale
Le nombre d'habitants au recensement de 2011 étant compris entre 100 et 499, le nombre de membres du conseil municipal pour l'élection de 2014 est de onze,.

### Rattachements administratifs et électoraux
Commune faisant partie de la septième circonscription de la Haute-Garonne de la communauté de communes des Terres du Lauragais et du canton de Revel (avant le redécoupage départemental de 2014, Cambiac faisait partie de l'ex-canton de Caraman) et avant le 1er janvier 2017 elle faisait partie de la communauté de communes Cœur Lauragais.

### Liste des maires
| Période                                  | Période               | Identité           | Étiquette | Qualité               |
| ---------------------------------------- | --------------------- | ------------------ | --------- | --------------------- |
| Les données manquantes sont à compléter. |                       |                    |           |                       |
| mars 2001                                | 2008                  | Jean-Louis Batigne |           |                       |
| mars 2008                                | mars 2021 (démission) | Serge Andrieu      | DVD       | Agriculteur           |
| mars 2021                                | En cours              | Sophie Adroit      | DVG       | conseillère régionale |

## Population et société

### Démographie
L'évolution du nombre d'habitants est connue à travers les recensements de la population effectués dans la commune depuis 1793. Pour les communes de moins de 10 000 habitants, une enquête de recensement portant sur toute la population est réalisée tous les cinq ans, les populations de référence des années intermédiaires étant quant à elles estimées par interpolation ou extrapolation. Pour la commune, le premier recensement exhaustif entrant dans le cadre du nouveau dispositif a été réalisé en 2004.

En 2022, la commune comptait 228 habitants, en évolution de +7,55 % par rapport à 2016 (Haute-Garonne : +8,02 %, France hors Mayotte : +2,11 %).
| 1793 | 1800 | 1806 | 1821 | 1831 | 1836 | 1841 | 1846 | 1851 |
| ---- | ---- | ---- | ---- | ---- | ---- | ---- | ---- | ---- |
| 295  | 292  | 323  | 322  | 341  | 356  | 364  | 365  | 361  |

| 1856 | 1861 | 1866 | 1872 | 1876 | 1881 | 1886 | 1891 | 1896 |
| ---- | ---- | ---- | ---- | ---- | ---- | ---- | ---- | ---- |
| 371  | 305  | 322  | 316  | 310  | 281  | 280  | 249  | 259  |

| 1901 | 1906 | 1911 | 1921 | 1926 | 1931 | 1936 | 1946 | 1954 |
| ---- | ---- | ---- | ---- | ---- | ---- | ---- | ---- | ---- |
| 265  | 257  | 250  | 225  | 216  | 211  | 212  | 205  | 191  |

| 1962 | 1968 | 1975 | 1982 | 1990 | 1999 | 2004 | 2006 | 2009 |
| ---- | ---- | ---- | ---- | ---- | ---- | ---- | ---- | ---- |
| 156  | 139  | 115  | 149  | 188  | 170  | 177  | 173  | 215  |

| 2014 | 2019 | 2022 | - | - | - | - | - | - |
| ---- | ---- | ---- | - | - | - | - | - | - |
| 207  | 220  | 228  | - | - | - | - | - | - |

| selon la population municipale des années : | 1968 | 1975 | 1982 | 1990 | 1999 | 2006 | 2009 | 2013 |
| Rang de la commune dans le département      | 352  | 404  | 330  | 363  | 388  | 401  | 371  | 375  |
| Nombre de communes du département           | 592  | 582  | 586  | 588  | 588  | 588  | 589  | 589  |

### Enseignement
Cambiac fait partie de l'académie de Toulouse.

### Culture et festivités
Fête locale début août, comité des fêtes, salle des fêtes,

### Activités sportives
Chasse, pétanque,

### Écologie et recyclage
La collecte et le traitement des déchets des ménages et des déchets assimilés ainsi que la protection et la mise en valeur de l'environnement se font dans le cadre du SIPOM de Revel,.

## Économie

### Revenus
En 2018  (données Insee publiées en septembre 2021), la commune compte 91 ménages fiscaux, regroupant 218 personnes. La médiane du revenu disponible par unité de consommation est de 22 550 € (23 140 € dans le département).

### Emploi
|                | 2008  | 2013  | 2018  |
| -------------- | ----- | ----- | ----- |
| Commune        | 2,3 % | 9 %   | 5 %   |
| Département    | 7,7 % | 9,6 % | 9,3 % |
| France entière | 8,3 % | 10 %  | 10 %  |

En 2018, la population âgée de 15 à 64 ans s'élève à 138 personnes, parmi lesquelles on compte 80,7 % d'actifs (75,7 % ayant un emploi et 5 % de chômeurs) et 19,3 % d'inactifs,. Depuis 2008, le taux de chômage communal (au sens du recensement) des 15-64 ans est inférieur à celui de la France et du département.
La commune fait partie de la couronne de l'aire d'attraction de Toulouse, du fait qu'au moins 15 % des actifs travaillent dans le pôle,. Elle compte 24 emplois en 2018, contre 26 en 2013 et 21 en 2008. Le nombre d'actifs ayant un emploi résidant dans la commune est de 106, soit un indicateur de concentration d'emploi de 22,6 % et un taux d'activité parmi les 15 ans ou plus de 62,6 %.
Sur ces 106 actifs de 15 ans ou plus ayant un emploi, 13 travaillent dans la commune, soit 12 % des habitants. Pour se rendre au travail, 89,7 % des habitants utilisent un véhicule personnel ou de fonction à quatre roues, 4,7 % les transports en commun, 2,8 % s'y rendent en deux-roues, à vélo ou à pied et 2,8 % n'ont pas besoin de transport (travail au domicile).

### Activités hors agriculture
12 établissements sont implantés  à Cambiac au 31 décembre 2019.
Le secteur des activités spécialisées, scientifiques et techniques et des activités de services administratifs et de soutien est prépondérant sur la commune puisqu'il représente 41,7 % du nombre total d'établissements de la commune (5 sur les 12 entreprises implantées  à Cambiac), contre 19,8 % au niveau départemental.

### Agriculture
La commune est dans le Lauragais, une petite région agricole occupant le nord-est du département de la Haute-Garonne, dont les coteaux portent des grandes cultures en sec avec une dominante blé dur et tournesol. En 2020, l'orientation technico-économique de l'agriculture  sur la commune est la polyculture et/ou le polyélevage.
|               | 1988 | 2000 | 2010 | 2020 |
| ------------- | ---- | ---- | ---- | ---- |
| Exploitations | 14   | 10   | 11   | 11   |
| SAU (ha)      | 647  | 503  | 474  | 434  |

Le nombre d'exploitations agricoles en activité et ayant leur siège dans la commune est passé de 14 lors du recensement agricole de 1988  à 10 en 2000 puis à 11 en 2010 et enfin à 11 en 2020, soit une baisse de 21 % en 32 ans. Le même mouvement est observé à l'échelle du département qui a perdu pendant cette période 57 % de ses exploitations,. La surface agricole utilisée sur la commune a également diminué, passant de 647 ha en 1988 à 434 ha en 2020. Parallèlement la surface agricole utilisée moyenne par exploitation a baissé, passant de 46 à 39 ha.

## Culture locale et patrimoine

### Lieux et monuments
- Église paroissiale Saint-Étienne. L’église paroissiale actuelle de style néo-gothique, dédiée à Saint-Etienne, a été reconstruite dans la seconde partie du 16ème siècle sur l’emplacement d’une ancienne église détruite par les Protestants en 1570 (sur les ordres du général de Coligny). Le compoix de 1606 fait mention du Sieur Gaillard d’Auriol seigneur de La Peyre qui possède une maison à Cambiac « à la carrière de devant l’église ». Le clocher sera lui aussi détruit en 1794 pendant la Terreur et reconstruit en 1874.
- Le château de Cambiac date du XVe siècle et a été rénové au XIXe siècle. Il est inscrit monument historique depuis 2001[42]. Le château de Cambiac, édifié au début du 16ème siècle, est construit sur les ruines d’un bâtiment plus ancien datant du 15ème siècle. La partie nord est de construction « civile », de style gothique flamboyant elle présente encore quatre fenêtres à meneaux, avec épi à pinacle de second tiers du 15ème siècle. D’importants travaux d’agrandissement sont réalisés avec notamment l’adjonction d’une tour quadrangulaire. Dans le parc, une orangerie est aménagée au 18ème siècle et un puits creusé un peu plus tard dans le courant du 19ème siècle.
- Le Moulin bladier. Cambiac a la chance d’avoir un moulin à vent bâti en 1691, encore debout aujourd’hui, bien restauré par la commune qui en a pris bien soin. Egalement magnifiquement réhabilitée la maison du meunier, transformée en gîte pour les visiteurs de passage et vacanciers, un endroit verdoyant et paisible, retour dans le passé rural pittoresque garanti. Le moulin fonctionne jusqu’en 1960. C’est la famille Bonnet qui habite le lieu à cette époque. Marius Bonnet (1885-1972) sera le dernier meunier en activité. Le caveau familial se trouve au cimetière de Cambiac... situé au pied du moulin.
- La maison Raffy. Très curieuse cette grande bâtisse de briques et de pierres, avec deux tours monumentales à créneaux et mâchicoulis, aujourd’hui séparée en deux parties : une maison côté Est (Autan) et les locaux de la Mairie côté Ouest (Cers) aux plafonds moulurés. C’est un militaire, un certain Lucien Raffy (1867-1930) commandant d’infanterie, fils de militaire (Théodore Raffy capitaine d’infanterie retraité logé à Toulouse), qui vient habiter cette demeure avec son épouse Joséphine Viguier de Roux au début du 20ème siècle, après avoir déménagé de Montauban. Ils sont arrivés à Cambiac après 1911. Encore dans les mémoires des anciens du village, Lucien Raffy, né à Mézières (Ardennes), repose aujourd’hui au cimetière de Cambiac.

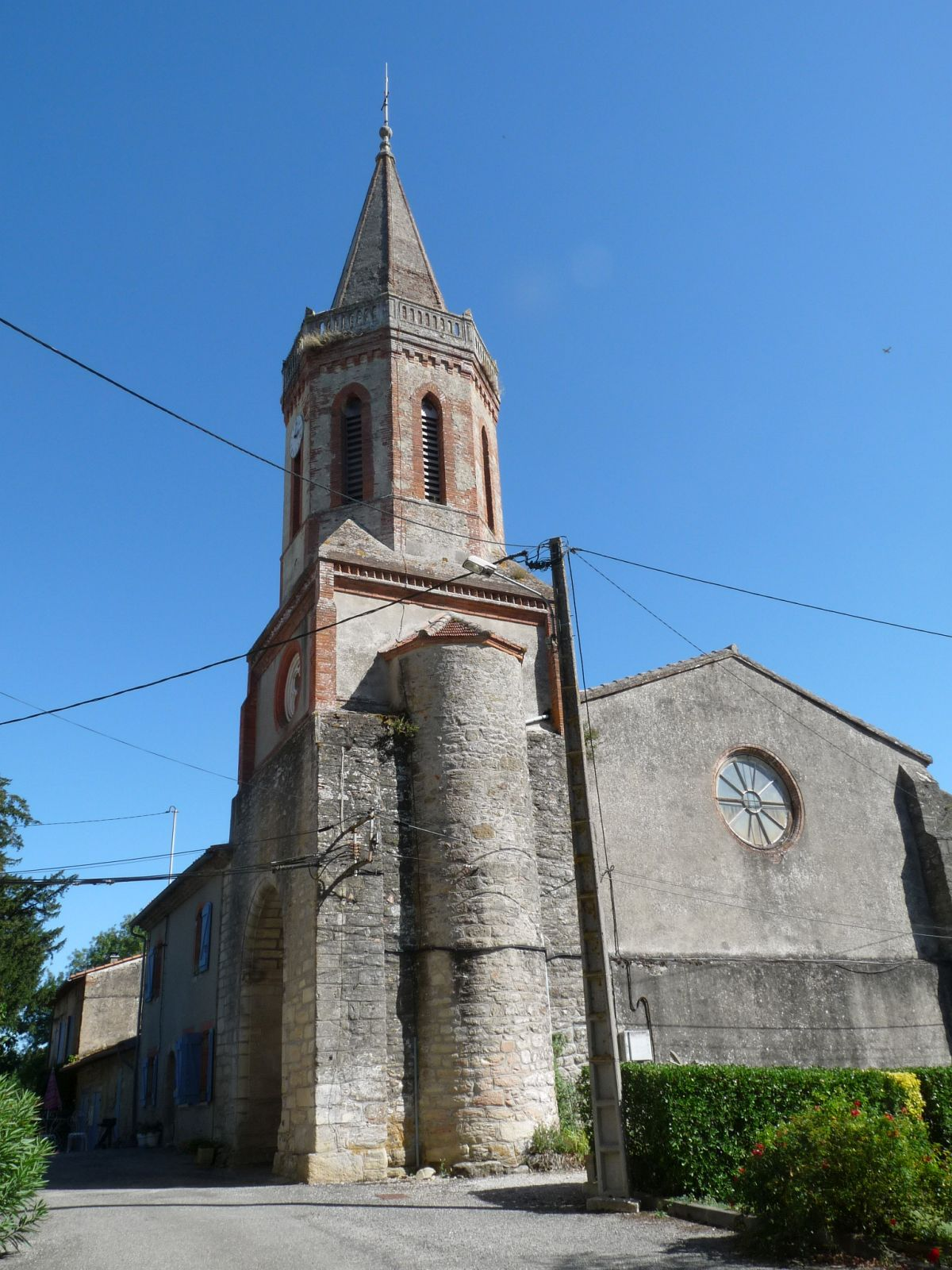
L'église Saint-Étienne
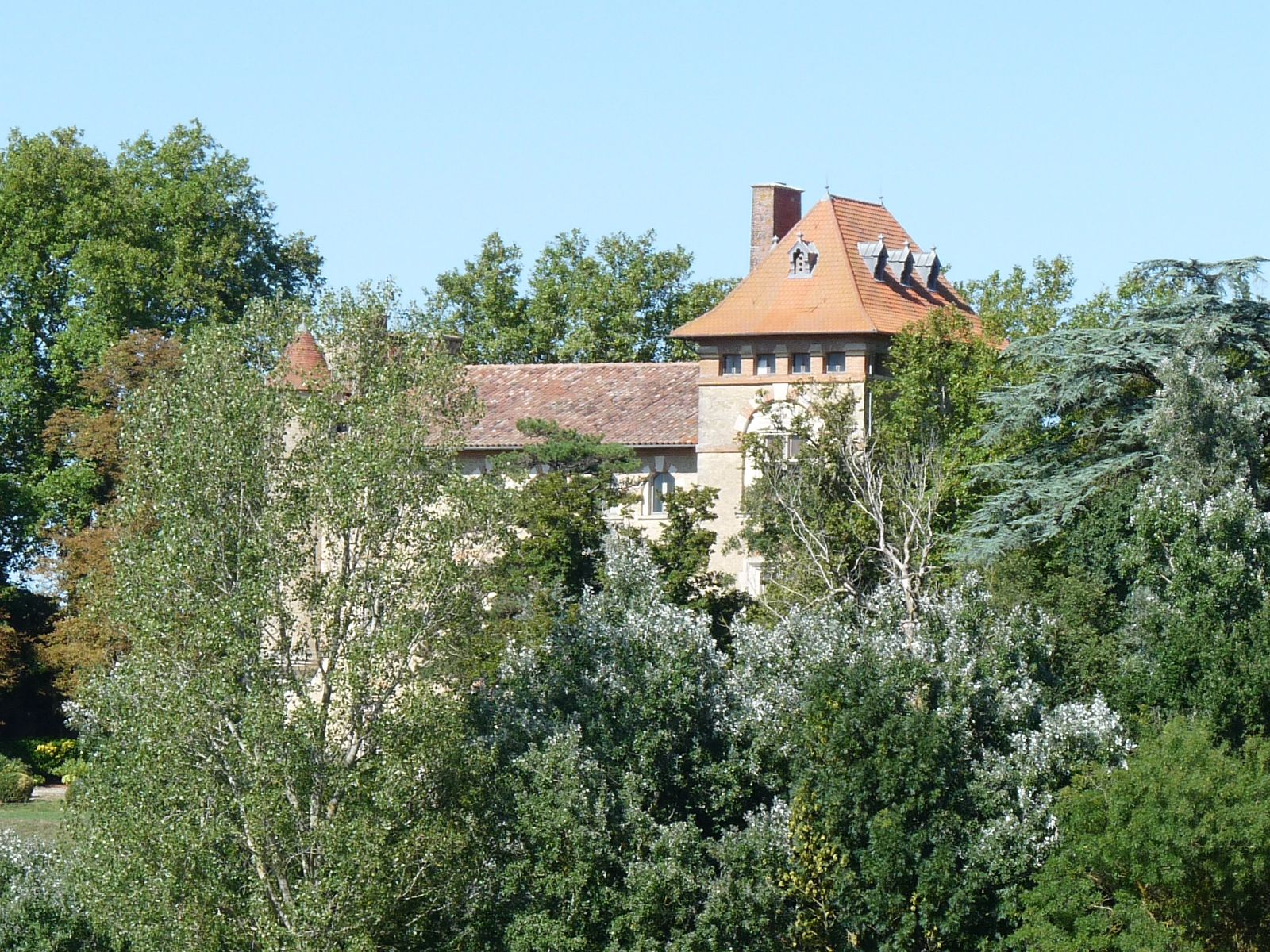
Le château
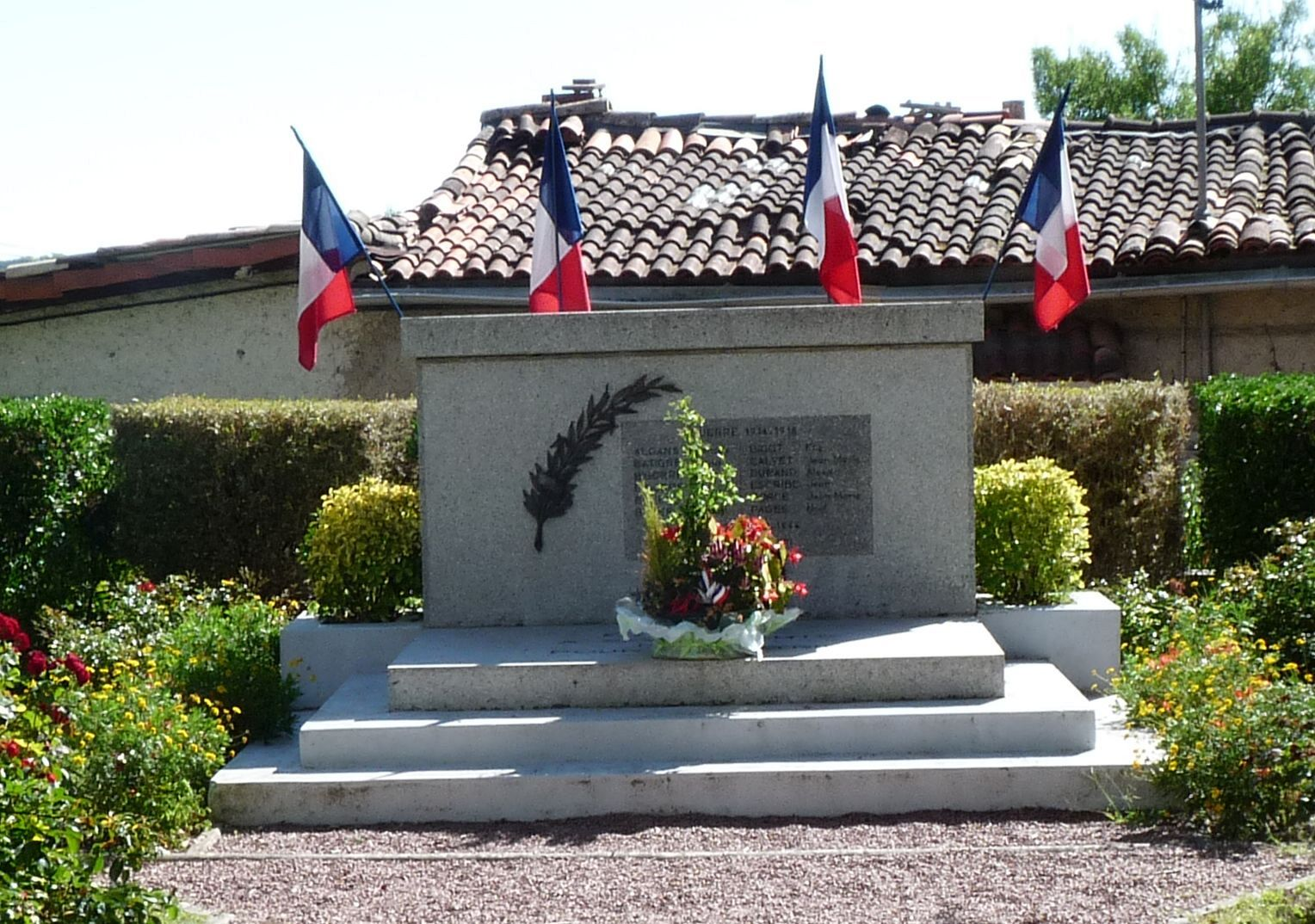
Le monument aux morts
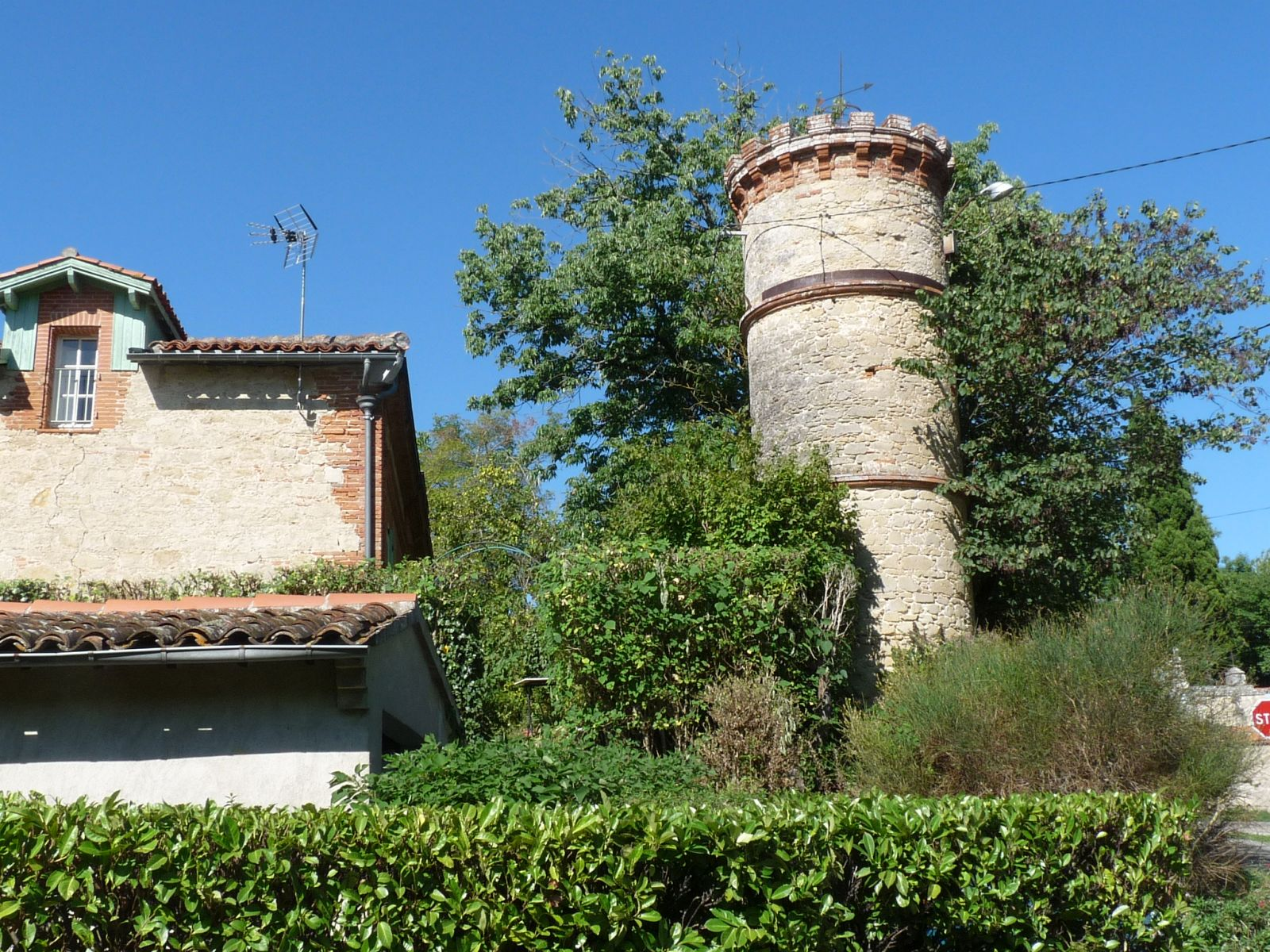
Tourelle de décoration du XIXe siècle, au village